# Daron Payne
Daron Payne (Birmingham, Alabama, 27 de mayo de 1997) es un jugador profesional estadounidense de fútbol americano que se desempeña en la posición de defensive tackle en Washington Commanders, equipo de la National Football League (NFL).

## Carrera
Fue seleccionado en la primera ronda en la Reunión Anual de Selección de Jugadores de la NFL de 2018. Hizo su debut profesional con el equipo Washington Commanders, donde lleva jugando siete temporadas.